# Abelus inermis
Abelus inermis är en insektsart som beskrevs av Lethierry. Abelus inermis ingår i släktet Abelus och familjen hornstritar. Inga underarter finns listade i Catalogue of Life.